# Lag Per Carlsén
Lag Per Carlsén är ett svenskt curling-lag från Sundsvall. Laget består av Per Carlsén (skip), Nils Carlsén, Eric Carlsén, Mikael Norberg och Niklas Berggren från Sundsvalls CK. De är Sveriges representanter vid VM 2010. Tidigare spelade Fredrik Hallström och Rickard Hallström i laget. Dåvarande Lag Per Carlsén var Sveriges representanter vid VM 2003 och EM 2006. Per Carlsén har också lett andra lag som representerat Sverige vid EM 1984, 1992 (silver) och VM 1999, 2002.

## Meriter
- Europamästerskap  
  - Silver 1992 (med Henrik Holmberg, Tommy Olin, Olle Håkansson och Mikael Norberg), coach Thomas Norgren
  - Brons 2006 (med Fredrik Hallström, Rickard Hallström och Mikael Norberg), coach Olle Håkansson
- Världsmästerskap
  - Femteplats 2003 (med Fredrik Hallström, Rickard Hallström och Mikael Norberg), coach Olle Håkansson
- Sverigemästerskap       
  - Guld 1984 (med Jan Strandlund, Tommy Olin och Olle Håkansson)
  - Guld 1992 (med Henrik Holmberg, Tommy Olin, Olle Håkansson och Stefan Larsson)
  - Silver 2003 (med Fredrik Hallström, Rickard Hallström och Mikael Norberg)
  - Silver 2004 (med Fredrik Hallström, Rickard Hallström och Mikael Norberg)
  - Guld 2006 (med Fredrik Hallström, Rickard Hallström och Mikael Norberg)
  - Silver 2007 (med Fredrik Hallström, Rickard Hallström och Mikael Norberg)
  - Silver 2009 (med Martin Karlstrand, Dan Carlsén, Eric Carlsén och Mikael Norberg)

- Elitserie           
  - Silver 1990 (med Stefan Larsson, Olle Håkansson, Tommy Olin och Mikael Norberg)
  - Silver 1991 (med Stefan Larsson, Olle Håkansson, Tommy Olin och Henrik Holmberg)
  - Brons 1993 (med Stefan Larsson, Olle Håkansson, Tommy Olin och Henrik Holmberg)
  - Silver 1998 (med Stefan Larsson, Niklas Berggren, Tommy Olin och Mikael Norberg)
  - Guld 1999 (med Niklas Berggren, Tommy Olin, Jan Strandlund och Mikael Norberg)
  - Guld 2002 (med Niklas Berggren, Tommy Olin och Mikael Norberg)
  - Guld 2003 (med Fredrik Hallström, Rickard Hallström och Mikael Norberg)
  - Silver 2004 (med Fredrik Hallström, Rickard Hallström och Mikael Norberg)
  - Brons 2005 (med Fredrik Hallström, Rickard Hallström och Mikael Norberg)
  - Silver 2007 (med Fredrik Hallström, Rickard Hallström och Mikael Norberg)
  - Guld 2010 (med Niklas Berggren, Eric Carlsen, Nils Carlsen och Mikael Norberg)